# Tu mirada (canción de Reik)
Tu mirada es una canción y el segundo sencillo del grupo de pop mexicano Reik, lanzado para su cuarto album de estudio Peligro (2011). Fue a principios el día 15 de agosto del 2011 a través de la discográfica Sony Music Latin. La canción fue escrita por Cachorro López, Cristian Stambuk, Sebastián Schon.

## Lista de canciones

### Descarga digital[4]
| Tu mirada — Single |             |          |  |
| N.º                | Título      | Duración |  |
| 1.                 | «Tu mirada» | 3:19     |  |

## Vídeo musical
Fue publicado en el canal de YouTube de la banda en 2011 y fue dirigido por Pedro Torres y se muestra a la agrupación estando dentro de una galería de artes. Actualmente el video cuenta con 260 millones de vistas y más de 1, 000 "me gusta".

## Posicionamiento en listas
| Listas (2012)                      | Mejor posición |
| ---------------------------------- | -------------- |
| Estados Unidos (Hot Latin Songs)   | 18             |
| Estados Unidos (Latin AirPlay)     | 18             |
| Estados Unidos (Latin Pop AirPlay) | 3              |
| México (Mexico Airplay)            | 6              |
| México (México Español AirPlay)    | 3              |

## Historial de lanzamiento
| Región | Fecha                | Formato                     | Discográfica     | Ref.  |
| ------ | -------------------- | --------------------------- | ---------------- | ----- |
| México | 15 de agosto de 2011 | Descarga digital, Streaming | Sony Music Latin | [ 4 ] |